# Prinzapolka
Prinzapolka, Principulco oder Prinzapolca ist ein Municipio in der Región Autónoma de la Costa Caribe Norte in Nicaragua, an der Mündung des 254 Kilometer langen Río Prinzapolca in die Karibik. Die Kreisstadt von Prinzapolca ist Alamikamba. 

## Geschichte
Der Name gehörte den Sumoindigenas Prinsus, die 1860 von Miskitos der Gemeinschaft von Wankluwa vertrieben wurden, welche 53 Kilometer südlich des Überganges über die Prinzapolka, Barra de Prinzapolka lebten.
Nach dem Vertrag über die Zugehörigkeit der Miskitoküste, nach der Zugehörigkeit zur Granada-Konföderation, zu Nicaragua durch José Santos Zelaya 1894, gehörte das heutige Municipio zu Puerto Cabezas, Bonanza und Rosita. Später war die Verwaltung nur noch in Rosita, heute ist das Municipio unabhängig. 
Von etwa 1850 bis 1979 wurde der Río Prinzapolca als Transportweg für wertvolle Güter verwendet. Diese Güter waren: Gold, Silber, Kupfer, Zink, Holz und Bananen, die
von US-Unternehmen ausgebeutet wurden. Von 1916 bis 1921 nutzte die Unternehmen Fidden Minning und Tonopah den Río Bambana und den Río Prinzapolka, um Gold zur Karibik zu transportieren, wo es auf Schiffe verladen wurde. Von 1916 bis 1928 ließ die La Luz and Los Angeles Minning Company Frauen der Ethnie Sumo je 40 kg Gold von ihren Minen bis zum Río Wani tragen, wo es in Einbäumen mit 12 Ruderern in neun Tagen zur Karibik transportiert wurde.
1930 begann die Green Star Company, nach einer Übereinkunft mit den Gemeinschaften, mit dem Anbau von Bananen für den Export. 1930 schlug die Waddens Prinzapolka Company Fichtenholz aus den Gebieten Prinzapolka und Bambana ein. Von 1930 bis 1980 beutete die Neptune Gold Minning Company die Gegend aus. 1942 begann die Rubber Reserve Corporation mit dem Abzapfen von Naturgummi vom Castilla elastica, Palo de Hule als strategisches Gut für die USA. Dafür wurden 13 Flugpisten angelegt, eine in Alamikamba, welches sich zum Haupttransportachse der Edelmetallminen der Region entwickelt hat. 1947 unterzeichneten die Nicaraguaner Adán Hislop und Mónico Largaespada einen Vertrag mit US-Unternehmen zum Holzeinschlag von Edelhölzern, wie Mahagonigewächse, (Caoba) und Cedrela tubiflora (cedro real), was dann 25 Jahre betrieben wurde.
1953 erstellten Minenunternehmen Straßen zwischen Siuna, Rosita und Bonanza sowie einen Abzweig nach Alamikamba. Von 1957 bis 1958 errichteten die Minenunternehmen den Hafen Puerto Isabel fünf Kilometer südlich der Barra de Prinzapolka, des Überganges über den Prinzapolka. Dies war der Verladehafen für die Schiffe mit Export- und Importprodukten. Die Unternehmen vertrieben die Bewohner vom Rand der Flüsse, die dann die heute bestehenden Gemeinden bildeten.
Die Rechte der indigenen Gemeinschaften als legale Eigentümer der Gebiete, auf welchen sie leben, wurden in langen Kämpfen der Miskitos, Sumus, Mayagnas, Ramas und Garífonas erstritten. Seit 1956 gibt es ein Ley de Autonomía in welchem die Rechte der Einwohner beschrieben sind. 1974 wurden die Gemeinschaften der Alamikamba und Tasbapouni von einer US-Unternehmergruppe vor das Distriktgericht in Puerto Cabezas zitiert, wo ihnen vorgeworfen wurde, sie hätten ihr eigenes Land besetzt. Roberto Edward, Merrick Burlinson, Joseph Patten, Brown Keller, Richard Clarence, Twist Giltne und Paul Stauder Morales, vertreten durch Hodgson Hodgson klagten auf die Räumung von 58.888 ha.